# Martin Andersen Nexø
Martin Andersen Nexø (vagy Andersen-Nexö) (Koppenhága, 1869. június 26. – Drezda, 1954. június 1.) dán író. Ő volt az első szerző, aki a munkásosztályról írt, és egyben a dán kommunista szépirodalom első képviselője is.

## Élete
Népes családba született Koppenhága egyik legszegényebb negyedében. 1877-ben családjával együtt a bornholmi Nexøbe költözött (innen vette fel a Nexø nevet is). Gümőkórban szenvedett, de végül sikerült kigyógyulnia. Rövid ideig munkásként dolgozott, majd népfőiskolára járt és újságíróként kezdett dolgozni.
Az 1890-es évek közepén Dél-Európába utazott, 1903-ban megjelent Soldage című regénye nagyrészt az ott szerzett élményeken alapul.
Johannes Vilhelm Jensenhez hasonlóan Nexø eleinte a fin de siècle (magyarul századvégi) pesszimizmus jegyében alkotott, ám nézőpontja fokozatosan kifelé fordult, majd a szociáldemokrata mozgalomhoz csatlakozott. Ettől kezdve legtöbb regénye valamiféle társadalmi feszültséget hordozott magában. Minden bizonnyal legismertebb és legtöbb nyelvre lefordított műve a Hódító Pelle (Pelle Erobreren), melynek utolsó kötete 1910-ben készült el. A regény első részét 1987-ben Bille August rendezésében filmesítették meg. Másik fontos műve az 1917 és 1921 között íródott Ditte, az ember lánya (Ditte Menneskebarn), mely egy munkásnő anyai önfeláldozásáról szól. A regény első részének dán filmváltozata 1946-ban jelent meg. A sokat vitatott 1929-es Midt i en Jærntid az első világháború dán földműveseinek szatírája. 1944-től kezdve Nexø egy (el nem készült) trilógián dolgozott, mely részben a Hódító Pelle folytatása, részben egy álcázott önéletrajz. A trilógia részei: A vörös Morten (Morten hin Røde), Elveszett nemzedék (Den fortabte generation) és Jeanette.
Nexø később belépett a Dán Kommunista Pártba, bár 1933-ig nem szakított a szociáldemokratákkal. Lelkesen támogatta a Szovjetuniót, ami később több baloldali íróra is hatással volt. 1940-ben Dánia náci megszállás alá került, Nexøt pedig 1941-ben kommunista meggyőződése miatt bebörtönözték. Szabadulása után a semleges Svédországba ment, onnan pedig a Szovjetunióba távozott, ahonnan Dániába és a szintén náci megszállás alatt álló Norvégiába intézett rádióüzeneteket.
A második világháború után az akkor NDK-beli Drezdába költözött, ahol tiszteletbeli állampolgárságot kapott. Több más intézmény mellett a drezdai Martin-Andersen-Nexö-Gymnasium őrzi a nevét.
Nexø 1954. június 1-jén halt meg Drezdában. Az írót a Koppenhága Nørrebro kerületében található Assistens temetőben helyezték örök nyugalomra.
Nexø életében nemzetközi elismertségnek örvendett, különösen a kelet-európai országokban, egészen a szocialista rendszerek összeomlásáig. Bár hírneve idővel megfakulhat, Nexø kétségtelenül az egyik legnagyobb európai társadalmi író.

## Magyarul megjelent művei
- A muzikális malac. Emlékigék a lángelme fölött; ford. Beke Margit; Népszava, Bp., 1923
- A Frank-család. Regény; ford. Hajdu Henrik; Népszava, Bp., 1930
- Szürke fény, 1-2.; ford. Hajdu Henrik; Szikra, Bp., 1946
  - (Ditte, az ember lánya címen is)
- Sorsjáték. Két kisregény; ford. G. Beke Margit; Szikra, Bp., 1948 (Szikra regénytár)
- Hódító Pelle; ford. G. Beke Margit; Szikra, Bp., 1950
- A vörös Morten. Regény; Szépirodalmi, Bp., 1951
- Emlékeim. Regény; ford. Rényi Ervin; Szépirodalmi, Bp., 1951
- Elveszett nemzedék. Regény; ford. Kálnoky László; Szépirodalmi, Bp., 1953
- Szürke fény. Regény; ford. Jánosy István; Új Magyar Kiadó, Bp., 1956
- Az üres helyek utasai. Karcolatok és novellák; ford. G. Beke Margit; Táncsics, Bp., 1961 (Táncsics könyvtár)
- Ditte, az ember lánya. Szürke fény. Regény; ford. Jánosy István, utószó Birkás Endre; Európa, Bp., 1965 (Milliók könyve)
  - (Szürke fény címen is)
- Keserű-édes ifjúság; ford. G. Beke Margit; Gondolat, Bp., 1972
- Hódító Pelle, 1-2.; ford. G. Beke Margit; 2., átdolg. kiad.; Kossuth, Bp., 1979 (Új világ)